# Comme un manouche sans guitare (chanson de Thomas Dutronc)
Clip vidéo
[vidéo] « Thomas Dutronc - Comme un Manouche sans Guitare (clip) », sur YouTube
[vidéo] « Thomas Dutronc - Comme un Manouche sans Guitare (Grand Studio RTL) », sur YouTube
Comme un manouche sans guitare est une chanson française de jazz manouche de l'auteur-compositeur-interprète Thomas Dutronc, single extrait de son premier album Comme un manouche sans guitare de 2007,, un des premiers grands succès de sa carrière.

## Histoire
Thomas Dutronc compose et écrit cette chanson de jazz français pour son premier album Comme un manouche sans guitare, sur le thème d'une « déclaration d'amour comique loufoque » inspirée entre autres du jazz manouche zazou de son idole Django Reinhardt, de jeux de mots poétiques, de culture iconique de son enfance, et d'humour espiègle « paternel à la Jacques Dutronc ». « Comme un Manouche sans guitare, comme un château sans la Loire, quand t'es pas là, je suis comme ça, comme un Rasta sans pétard, comme un Corse sans pétard, une Normande sans armoire..., j'ai plus d'neurones, j'tombe de mon trône, quand t'es pas là, j'n'existe pas, comme Sherlock sans sa loupe, comme Tintin sans sa houppe, comme Amanda sans sa coupe, comme une pizza sans olive, une page de pub sans lessive... ».
Son album est Disque d'Or, vendu à plus d'un million d'exemplaires, nommé aux Victoires de la Musique 2008 en tant qu'Artiste et Album révélation. Cette chanson est trophée de la « Chanson originale » des 24e cérémonie des Victoires de la musique 2009.